# OEM
OEM (Original Equipment Manufacturer) és una forma subcontractada de producció en què les empreses o persones adquireixen dispositius a l'engròs per al muntatge d'ordinadors o equips de forma personalitzada que presenten amb el seu propi nom.